# Altopiani centrali dello Sri Lanka
Gli Altopiani centrali dello Sri Lanka (in inglese Central Highlands of Sri Lanka) comprendono le aree protette del Peak Wilderness Sanctuary, il Parco nazionale di Horton Plains e la catena montuosa delle Knuckles. L'area è caratterizzata dalla presenza di foresta pluviale che arrivano a 2.500 metri di altitudine, con la presenza di specie animali come il Trachypithecus vetulus ed il Loris tardigradus. Il sito è protetto dall'UNESCO come Patrimonio dell'umanità dal 2010.

## Storia
Originariamente presentato per l'iscrizione come sito misto culturale e naturale, il Comitato ha riconosciuto solo i valori naturali del sito. Il 31 luglio 2010, il Comitato del patrimonio mondiale, tenendo la sua 34ª sessione a Brasilia, ha iscritto gli Altopiani Centrali dello Sri Lanka e Papahānaumokuākea delle Hawaii come nuovi siti Patrimonio dell'Umanità.
Per lo Sri Lanka questo è stato un riconoscimento da parte del Comitato del patrimonio mondiale che non arrivava da 22 anni, da quando cioè la Riserva forestale di Sinharaja venne iscritta nel 1988. 

## I siti
Le foreste pluviali montane dello Sri Lanka rappresentano le foreste umide montane e submontane al di sopra dei 1.000 metri negli altopiani centrali e nella catena montuosa delle Knuckles. La metà delle angiosperme e il 51% dei vertebrati endemici dello Sri Lanka sono presenti esclusivamente in questa ecoregione. Questa è abitata anche da cinque mammiferi strettamente endemici e otto quasi endemici. L'ecoregione ospita inoltre cinque specie di uccelli strettamente endemici e 20 specie quasi endemiche.